# Plussbank Cervélo/Saison 2011
Dieser Artikel listet Erfolge und Fahrer des Radsportteams Plussbank Cervélo in der Saison 2011 auf.

## Zugänge – Abgänge
| Zugänge             | Team 2010 | Abgänge                | Team 2011    |
| ------------------- | --------- | ---------------------- | ------------ |
| Lorents Ola Åsvold  | Neoprofi  | Adrian Gjølberg        | Joker Merida |
| Bjørn Tore Hoem     | Neoprofi  | Ole Jørgen Jensen      | Unbekannt    |
| Sondre Moen Hurum   | Neoprofi  | Tengel Storvold-Hjembo | Unbekannt    |
| Sebastian Kvålsvoll | Neoprofi  |                        |              |

## Mannschaft
| Name                   | Geburtstag       | Nationalität |
| ---------------------- | ---------------- | ------------ |
| Niklas Åkvik           | 31. März 1989    | Norwegen     |
| Lorents Ola Åsvold     | 9. August 1988   | Norwegen     |
| Christian Hals Frivold | 4. Mai 1991      | Norwegen     |
| Jon Anders Grøndahl    | 4. Januar 1988   | Norwegen     |
| Bjørn Tore Hoem        | 12. April 1991   | Norwegen     |
| Sondre Moen Hurum      | 2. Dezember 1988 | Norwegen     |
| Sebastian Kvålsvoll    | 16. Juni 1990    | Norwegen     |
| Øystein Stake Laengen  | 7. Februar 1989  | Norwegen     |
| Morten Mørland         | 5. Dezember 1986 | Norwegen     |
| Åsmund Sivertsen       | 21. April 1988   | Norwegen     |
| Torgeir Strandberg     | 6. Juni 1990     | Norwegen     |